# Okręg wyborczy nr 64 do Senatu Rzeczypospolitej Polskiej
Okręg wyborczy nr 64 do Senatu Rzeczypospolitej Polskiej obejmuje obszar powiatu puckiego oraz miasta na prawach powiatu Gdyni (województwo pomorskie). Wybierany jest w nim 1 senator na zasadzie większości względnej.
Utworzony został w 2011 na podstawie Kodeksu wyborczego. Po raz pierwszy zorganizowano w nim wybory 9 października 2011. Wcześniej obszar okręgu nr 64 należał do okręgu nr 25.
Siedzibą okręgowej komisji wyborczej jest Słupsk.

## Reprezentanci okręgu
| Rok  | Rok              | Senator          | Komitet wyborczy                           |
| ---- | ---------------- | ---------------- | ------------------------------------------ |
|      | 2011             | Edmund Wittbrodt | Platforma Obywatelska RP                   |
| 2015 | Sławomir Rybicki |                  | Platforma Obywatelska RP                   |
|      | Sławomir Rybicki | 2019             | KKW Koalicja Obywatelska PO .N iPL Zieloni |
| 2023 | Sławomir Rybicki |                  | KKW Koalicja Obywatelska PO .N iPL Zieloni |

## Wyniki wyborów
Symbolem „●” oznaczono senatora ubiegającego się o reelekcję.

### Wybory parlamentarne 2011
| Kandydat                                                                                      | Kandydat                 | Komitet wyborczy                           | Głosów | Głosów | Głosów |
| Kandydat                                                                                      | Kandydat                 | Komitet wyborczy                           | Liczba | %      | +/–    |
| --------------------------------------------------------------------------------------------- | ------------------------ | ------------------------------------------ | ------ | ------ | ------ |
|                                                                                               | Edmund Wittbrodt ●       | Platforma Obywatelska RP                   | 70 345 | 46,73  | –      |
|                                                                                               | Roman Nowosielski        | KWW Unia Prezydentów – Obywatele do Senatu | 31 177 | 20,71  | –      |
|                                                                                               | Krzysztof Kołowrocki     | Prawo i Sprawiedliwość                     | 25 494 | 16,93  | –      |
|                                                                                               | Tomasz Bojar-Fijałkowski | Sojusz Lewicy Demokratycznej               | 11 245 | 7,47   | –      |
|                                                                                               | Krzysztof Klein          | Nowa Prawica – Janusza Korwin-Mikke        | 7875   | 5,23   | –      |
|                                                                                               | Jacek Markowski          | KWW Jacek Markowski Twój Senator           | 4411   | 2,93   | –      |
| Frekwencja: 59,98% Liczba głosów ważnych: 150 547 (97,74%) Źródło: Państwowa Komisja Wyborcza |                          |                                            |        |        |        |

● Edmund Wittbrodt reprezentował w Senacie VII kadencji (2007–2011) okręg nr 25.

### Wybory parlamentarne 2015
| Kandydat                                                                                      | Kandydat         | Komitet wyborczy              | Głosów | Głosów | Głosów |
| Kandydat                                                                                      | Kandydat         | Komitet wyborczy              | Liczba | %      | +/–    |
| --------------------------------------------------------------------------------------------- | ---------------- | ----------------------------- | ------ | ------ | ------ |
|                                                                                               | Sławomir Rybicki | Platforma Obywatelska RP      | 78 421 | 53,53  | +6,80  |
|                                                                                               | Jerzy Miotke     | Prawo i Sprawiedliwość        | 49 384 | 33,71  | +16,78 |
|                                                                                               | Józef Wójcik     | KWW Józefa Franciszka Wójcika | 18 705 | 12,77  | –      |
| Frekwencja: 59,52% Liczba głosów ważnych: 146 510 (96,54%) Źródło: Państwowa Komisja Wyborcza |                  |                               |        |        |        |

### Wybory parlamentarne 2019
| Kandydat                           | Kandydat           | Komitet wyborczy                           | Głosów  | Głosów | Głosów |
| Kandydat                           | Kandydat           | Komitet wyborczy                           | Liczba  | %      | +/–    |
| ---------------------------------- | ------------------ | ------------------------------------------ | ------- | ------ | ------ |
|                                    | Sławomir Rybicki ● | KKW Koalicja Obywatelska PO .N iPL Zieloni | 106 970 | 60,95  | +7,42  |
|                                    | Marcin Bełbot      | Prawo i Sprawiedliwość                     | 50 293  | 28,66  | -5,05  |
|                                    | Józef Wójcik       | KWW Józefa Franciszka Wójcika              | 18 233  | 10,39  | -2,38  |
| Źródło: Państwowa Komisja Wyborcza |                    |                                            |         |        |        |

### Wybory parlamentarne 2023
| Kandydat                                                                                      | Kandydat                   | Komitet wyborczy                           | Głosów  | Głosów | Głosów |
| Kandydat                                                                                      | Kandydat                   | Komitet wyborczy                           | Liczba  | %      | +/–    |
| --------------------------------------------------------------------------------------------- | -------------------------- | ------------------------------------------ | ------- | ------ | ------ |
|                                                                                               | Sławomir Rybicki ●         | KKW Koalicja Obywatelska PO .N iPL Zieloni | 142 131 | 73,16  | +12,21 |
|                                                                                               | Danuta Białooka-Kostenecka | Prawo i Sprawiedliwość                     | 52 156  | 26,84  | –1,82  |
| Frekwencja: 79,74% Liczba głosów ważnych: 194 287 (96,87%) Źródło: Państwowa Komisja Wyborcza |                            |                                            |         |        |        |